# Mappa immagine
La mappa immagine  (dall'inglese image map) è una immagine digitale in cui alcune aree sono link ad altri contenuti mediali.
In particolare viene progettata in HTML o XHTML come un elenco di coordinate correlate a una immagine specifica create con vari ipercollegamenti che conducono a diverse destinazioni (a differenza di una normale immagine che indirizza ad una sola destinazione). È evidente una similitudine tra ipertesto e mappa immagine poiché in entrambi si ha la possibilità di accedere a più contenuti e soprattutto di scegliere a quali accedere a seconda della propria curiosità. Ogni mappa immagine ha la possibilità di aprirsi su infiniti (ipoteticamente) nuovi oggetti multimediali.

## Sintassi HTML
Esempio di mappa immagine:
```
<
img
 
src
=
"image.png"
 
alt
=
"Website map"
 
usemap
=
"#mapname"
 
/>
 
<
map
 
name
=
"mapname"
>
 
<
area
 
shape
=
"rect"
 
coords
=
"9,372,66,397"
 
href
=
"https://en.wikipedia.org/"
 
alt
=
"Wikipedia"
 
title
=
"Wikipedia"
 
/>
 
</
map
>

```

## Nei progetti di Wikipedia
In via sperimentale, a gennaio 2020 il software di Wikipedia consente l'inserimenti di image map interattive all'interno delle voci del dominio principale, in alternativa alle immagini statiche tradizionali. La differenza consisteva nella possibilità di taggare specifiche sezioni dell'immagini, dalle quali il lettore tramite un semplice clic del mouse può accedere alla relativa voce dell'enciclopedia.
Le image map delle voci sono categorizzate al seguente wikilink [[w:en:Category:Articles containing image maps]].